# Brug 52
Brug 52 is een vaste brug in Amsterdam-Centrum.
De verkeersbrug is gelegen in de westelijke kade van de Keizersgracht en overspant de Leliegracht. Vanuit het centrum gezien ligt vlak achter deze brug de Leliesluis. Ze wordt geflankeerd door de bruggen 51 (naast haar) en 53 (aan de overzijde van de Keizersgracht). De brug, zelf geen monument (ze is daarvoor te jong), wordt omringd door rijksmonumenten, waarvan Keizersgracht 174-176 wellicht het bekendst is als het Astoria, kantoor van de Eerste Hollandsche Levensverzekerings Bank en later Greenpeace.
Er ligt hier al eeuwen een brug. Op de kaart van Balthasar Florisz. van Berckenrode uit 1625 is een brug met drie doorvaarten ingetekend over de Lely Graft in de Keysers Graft met daarachter de Lely Sluys. Echter de kaart met de kavelverdeling ten zuiden van de Leliegracht tussen Keizersgracht en Prinsengracht uit circa 1618 liet ook al een brug (vijf bogen) zien. Joan Blaeu tekende op zijn kaart uit 1649 echter een brug met één doorvaart. In 1748 schilderde Cornelis Pronk een doorvaart tijdens de zonsverduistering van 25 juli 1748.
De geschiedenis van de brug is ongeveer gelijk aan die van brug 51. Ze moest steeds aangepast worden vanwege verkeer dan wel slijtage. Alhoewel in de 21e eeuw er een brug ligt met een doorvaart, legde Jacob Olie in 1896 een brug vast met drie doorvaarten en zonder bogen, een ansichtkaart uit 1904 liet hetzelfde beeld zien. De brug van 1979 laat aan de kant van de Keizersgracht in de bovenste boogsteen het brugnummer 52 zien.   

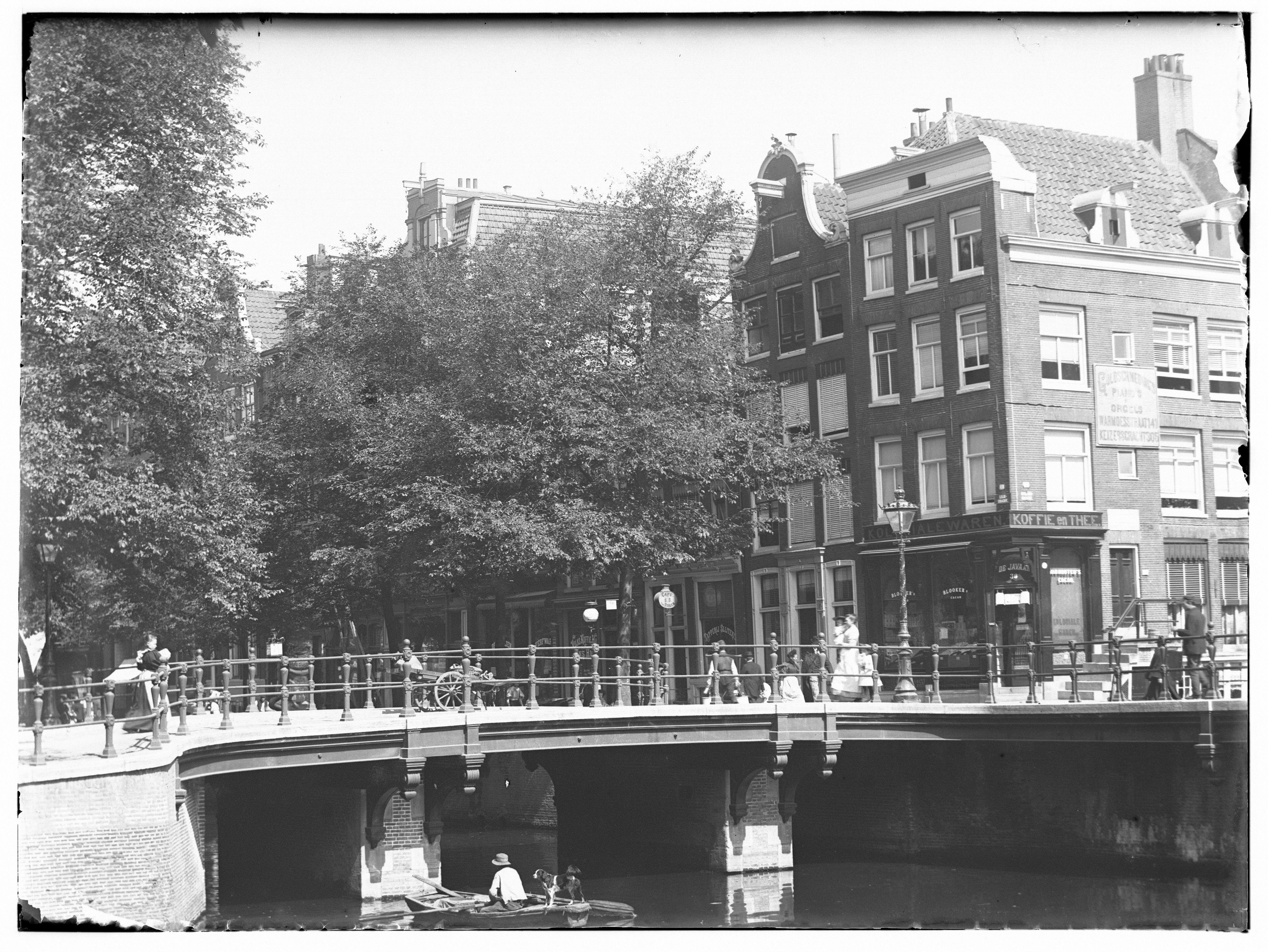
De brug door Jacob Olie (1896)
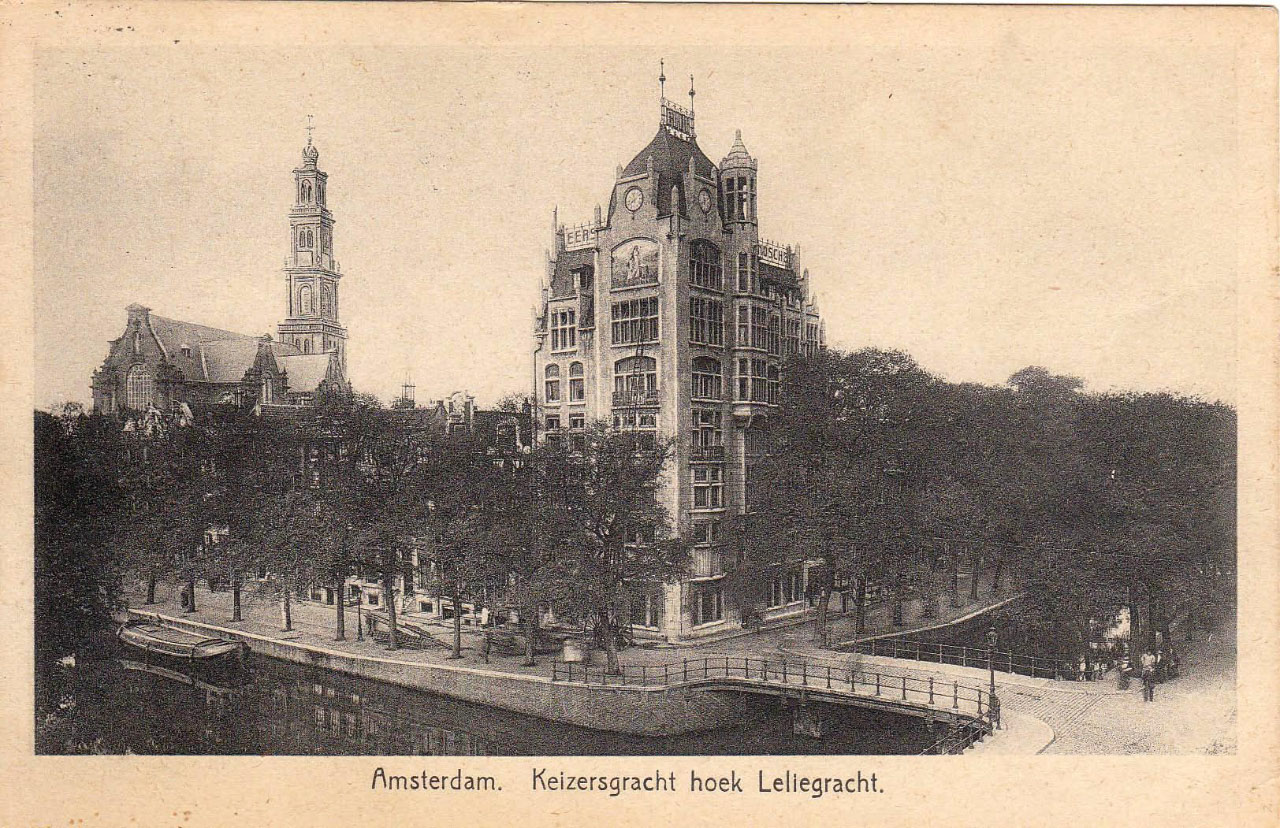
De brug in 1904

1 · 2 · 3 · 4 · 5 · 6 · 7 · 8 · 9 · 10 · 11 · 12 · 13 · 14 · 15 · 16 · 17 · 18 · 19 · 20 · 21 · 22 · 23 · 24 · 25 · 26 · 27 · 28 · 29 · 30 · 31 · 32 · 34 · 35 · 36 · 37 · 38 · 39 · 40 · 41 · 42 · 43 · 44 · 45 · 46 · 47 · 48 · 49 · 50 · 51 · 52 · 53 · 54 · 55 · 56 · 57 · 58 · 59 · 60 · 61 · 62 · 63 · 64 · 65 · 66 · 67 · 68 · 69 · 70 · 71 · 72 · 73 · 74 · 75 · 76 · 77 · 78 · 79 · 80 · 81 · 82 · 84 · 85 · 86 · 87 · 88 · 89 · 90 · 91 · 92 · 93 · 94 · 95 · 96 · 97 · 98 · 99 · >>>
Brugnummers 33 en 83 zijn niet (meer) vergeven